# پارک ملی آسینارا
پارک ملی آسینارا (به ایتالیایی: Parco nazionale dell'Asinara) یک پارک ملی در ایتالیا است که در ساردینیا واقع شده‌است.